# پارک طبیعی ال استرچو

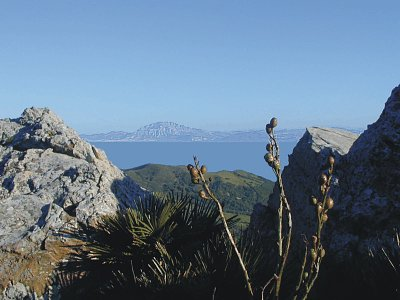
نمایی از پارک طبیعی ال استرچو در جنوب اسپانیا - ۲۰۰۷

پارک طبیعی ال استرچو (انگلیسی: El Estrecho Natural Park) یک پارک طبیعی در جنوب اسپانیا است که در ساحل شمالی تنگه جبل الطارق واقع شده است.